# Quatre commanderies

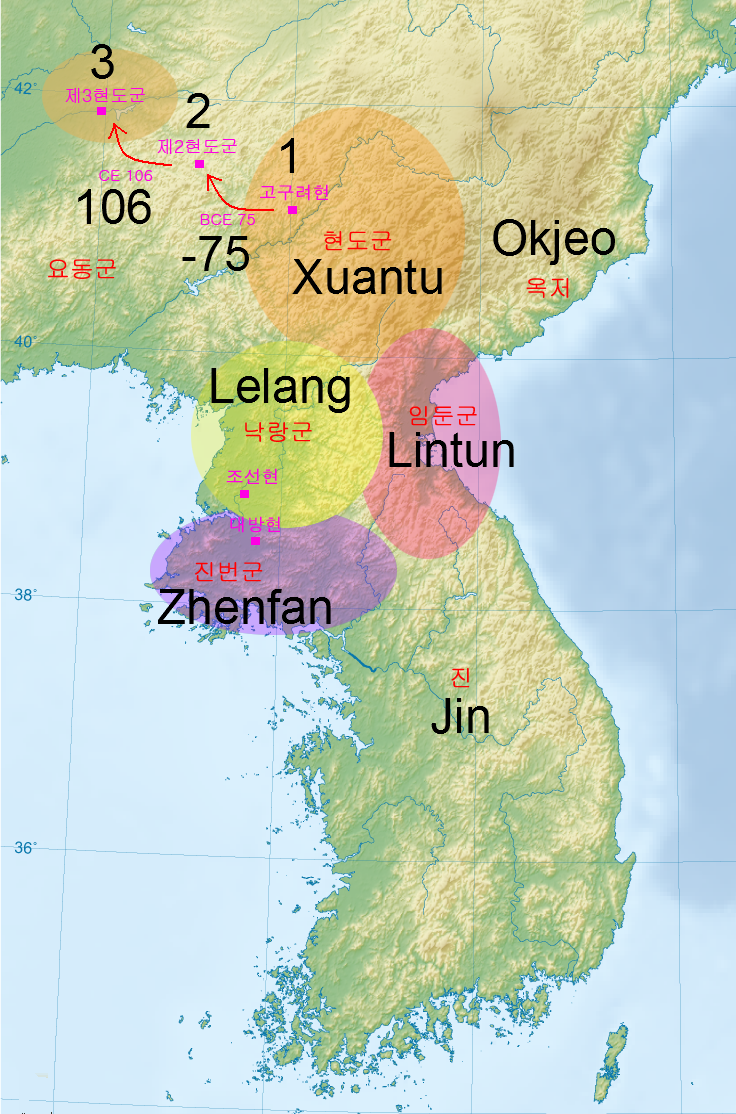
Les quatre commanderies à leur création, en -107. L'État de Jin disparait à peu près avec Gojoseon, au moment de la cette invasion des Han, au IIe siècle.
Au milieu du IIIe siècle il ne reste plus que les commanderies de Lelang et Daifang (indiqué ici Zhenfan).

Les quatre commanderies étaient des commanderies chinoises établies par l'empereur Wu de la dynastie Han en 108-107 avant notre ère dans le nord de la péninsule coréenne et sur la péninsule du Liaodong, après la conquête du Gojoseon de Wiman. La commanderie principale était celle de Lelang (Nangnang), l'actuelle Pyongyang et fut une véritable ville chinoise avec ses marchands et ses colons. Celle-ci perdura pendant 400 ans jusqu'en 313 et son absorption par le royaume de Koguryo. L'emplacement exact des autres commanderies est l'objet de débat mais elles se situeraient au nord du fleuve Han. C'étaient la commanderie de Lintun (臨屯郡, 임둔군) et celle de Zhenfan (真番郡, 진번군) qui ont disparu dès -82 et surtout la commanderie de Xuantu qui comptait trois préfectures et 221 845 habitants en l'an 2. La même année, la commanderie de Lelang comprenait 25 préfectures et 406 748 habitants. Le sud de cette commanderie a formé la commanderie de Daifang de 204 à 314.
L'histoire des quatre commanderies est essentiellement connue à travers le Livre des Han, le Livre des Han postérieurs et les Chroniques des Trois Royaumes. Elles dépendaient de la province de You. 
La création de ces commanderies mit fortement en relation les populations de la région avec le pouvoir et la culture chinoise. Ces populations furent intégrées au réseau de relations culturelles et commerciales qui s'étaient étendues jusqu'aux confins de la route de soie. Si la raison initiale a été stratégique afin de protéger le Nord-Est de l'empire, des raisons économiques sont probables. Les chefs tribaux ont été invités à « payer tribut », ce qui signifiait recevoir des « cadeaux », en nature et des cadeaux symboliques, qui en faisait des vassaux de l'empereur. Les chinois avaient devant eux des tribus aguerries, au Nord de la péninsule, qui devraient être censées protéger l'empire de tribus agressives qui étaient leurs voisines. Il n'en était pas de même avec celles du Sud, lesquelles ont pu être plus ou moins exploitées et contraintes de fournir des denrées alimentaires, du bois, du fer, entre autres choses. Mais les élites du Sud en ont tiré les mêmes avantages que celles du Nord.
|  |  |  |